# Sainte-Croix (Quebec)
Sainte-Croix (significando Santa Cruz en francés), también conocido como Sainte-Croix-de-Lotbinière, es un municipio perteneciente a la provincia de Quebec en Canadá. Es la sede del municipio regional de condado (MRC) de Lotbinière en la región administrativa de Chaudière-Appalaches.

## Geografía

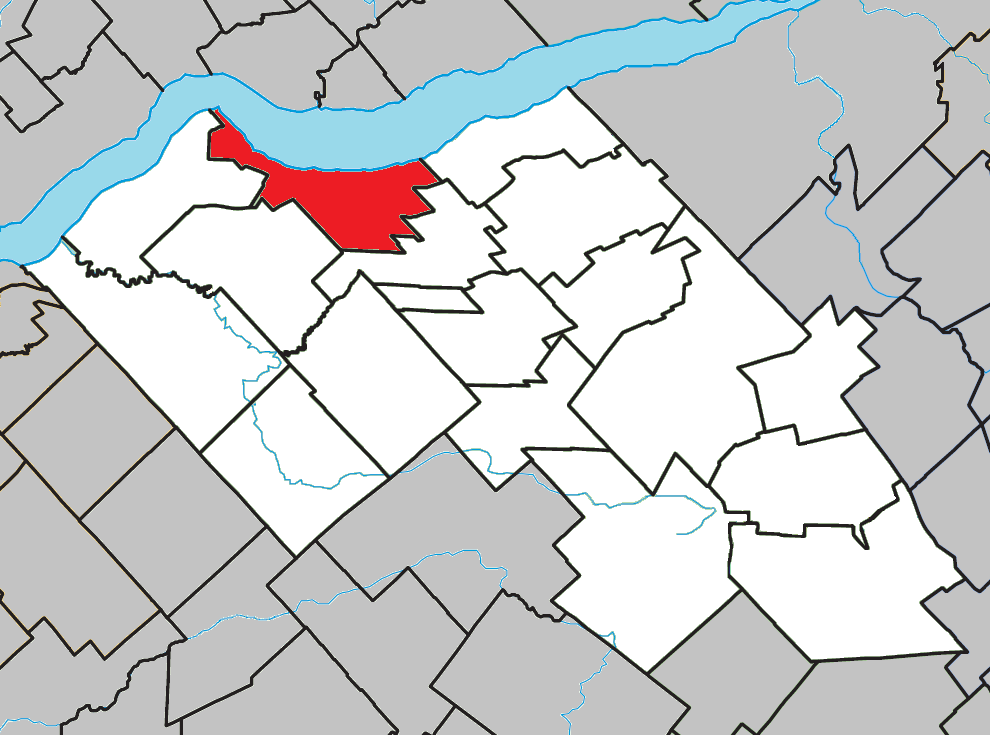
Ubicación de Sainte-Croix en el MRC de Lotbinière

Sainte-Croix se encuentra por la ribera derecha del río San Lorenzo a 20 kilómetros al este del pueblo de Lotbinière. Limita al norte con el San Lorenzo, al noreste con Saint-Antoine-de-Tilly, al sureste con Notre-Dame-du-Sacré-Cœur-d’Issoudun, al sur con Saint-Édouard-de-Lotbinière, al suroeste con Lotbinière. En ribera opuesta del San Lorenzo se encuentran Portneuf, Cap-Santé y Donnacona. Su superficie total es de 72,58 km², de los cuales 70,64 km² son tierra firme. La Rivière du Petit Sault baña la localidad.

## Urbanismo
Los pueblos de Sainte-Croix y de Sainte-Croix-Est están situados en la planicie agrícola.

## Historia
Samuel de Champlain nombró el luego Saint-Croix en 1603, pensando que Jacques Cartier había pasado una noche ahí. En 1637, el señorío de Sainte-Croix fue concedido a la Compagnie des Cent-Associés, que lo reservó para el estableciendo de una escuela de chicas.  En 1680, las Ursulinas con Marie de l’Incarnation fundaron un establecimiento religioso, el cual fue servido como misión entre 1713 y 1719. La parroquia católica de Sainte-Croix fue instituida en 1721. La familia Joly de Lotbinière compró el señorío en 1840 y construyó su casa de verano, ahora llamada el Domaine Joly-de Lotbinière. El municipio de parroquia de Sainte-Croix fue creado en 1845. El municipio de pueblo de Sainte-Croix fue creado en 1921 por separación del municipio de parroquia. El municipio actual fue creado en 2001 con la amalgamación de los municipios de pueblo y de parroquia.

## Política
Sainte-Croix está incluso en el MRC de Lotbinière. El consejo municipal se compone, además del alcalde, de seis consejeros sin división territorial. El alcalde actual (2015) es Jacques Gauthier, desde al menos 2005.
|            | 2005-2009                                                                                        | 2009-2013                                                                                        | 2013-2017                                                                                      |
| Alcalde    | Jacques Gauthier                                                                                 | Jacques Gauthier                                                                                 | Jacques Gauthier                                                                               |
| Consejeros | Michel Cameron Berchmans Dancause Jean-Pierre Ducruc Jean Lafleur Michel Routhier Gratien Tardif | Michel Cameron Berchmans Dancause Jean-Pierre Ducruc Jean Lafleur Michel Routhier Gratien Tardif | Guy Boucher Michel Cameron Jean-Pierre Ducruc Catherine Marquis Michel Routhier Gratien Tardif |

 * Consejero al inicio del termo pero no al fin.  ** Consejero al fin del termo pero no al inicio. # En el partido del alcalde.
El municipio está ubicado en la circunscripción electoral de Lotbinière-Frontenac a nivel provincial y de Lotbinière–Chutes-de-la-Chaudière a nivel federal.

## Demografía
Según el censo de Canadá de 2011, Sainte-Croix contaba con 2352 habitantes. La densidad de población estaba de 33,8 hab./km². Entre 2006 y 2011 hubo una diminución de 38 habitantes (1,6 %). En 2011, el número total de inmuebles particulares era de 1148, de los que 1011 estaban ocupados por residentes habituales, otros siendo desocupados o residencias secundarias. El pueblo de Sainte-Croix contaba con 1636 habitantes, o 16,9% de la población del municipio, en 2011. Esta población fue estable entre 2006 y 2011 (0,2 %).
Evolución de la población total, Sainte-Croix, 1991-2015

## Economía
Los principales sectores económicos locales son la producción de leche, los servicios, el comercio y la industria de fabricación, particularmente el mueble. Hay 135 granjas y 125 comercios en Sainte-Croix.

## Sociedad

### Personalidades
- Gaspard-Pierre-Gustave Joly (1798-1865), comerciante y fotógrafo
- Henri-Gustave Joly de Lotbinière (1829-1908), primer ministro de Quebec y vicegobernador de Columbia Británica
- Rodrigue Biron (1934-), ministro y deputado